# Platforma amerykańsko-grenlandzka
Platforma amerykańsko-grenlandzka – największa struktura geologiczna płyty północnoamerykańskiej i kontynentu północnoamerykańskiego.
Składa się z dwóch tarcz – tarczy kanadyjskiej i grenlandzkiej oraz płyty centralnej, otaczającej tarczę kanadyjską od zachodu i południa.
Tarcze kanadyjska i grenlandzka rozdzielone są Cieśniną Davisa i Morzem Baffina.
Platforma amerykańsko-grenlandzka zbudowana jest ze skał trzech głównych prowincji prekambryjskich, sfałdowanych i przeobrażonych w czasie czterech orogenez. Są to prowincja kenorańska, hudsońska i grenwilska. Skały tych trzech prowincji odsłaniają się na obszarze obu tarcz, natomiast na obszarze płyty centralnej przykryte są młodszymi skałami osadowymi. Skały prowincji kenorańskiej zostały sfałdowane i przeobrażone w czasie orogenezy kenorańskiej (2490 mln lat temu), prowincji hudsońskiej w czasie orogenezy hudsońskiej (1735 mln lat temu), a skały prowincji grenwilskiej w czasie orogenezy grenwilskiej (945 mln lat temu). Ponadto w rejonie Nain, w północnej części Labradoru, skały kenorańskie i hudsońskie zostały przeobrażone w czasie orogenezy elsońskiej (1280 mln lat temu).
Platforma amerykańsko-grenlandzka ze wszystkich stron otoczona jest przez różnowiekowe pasma fałdowe.
Od zachodu platforma amerykańsko-grenlandzka graniczy z Kordylierami, od południa z pasmem Ouachita-Marathon, od południowego wschodu z Appalachami, od północnego wschodu z pasmem wschodniogrenlandzkim i od północy z pasmem innuickiim.